# وارويك ريمر
وارويك ريمر (بالإنجليزية: Warwick Rimmer)‏ (1 مارس 1941 في المملكة المتحدة - ) هو مدرب كرة قدم ولاعب كرة قدم بريطاني في مركز الدفاع. لعب مع بولتون واندررز ونادي كرو ألكساندرا.

## وصلات خارجية
- وارويك ريمر على موقع قاعدة بيانات كرة القدم.إي يو (الإنجليزية)